# Ratificarea Tratatului de la Lisabona
Ratificarea Tratatului de la Lisabona a fost finalizată la data de 13 noiembrie 2009, odată cu depozitarea documentului de ratificare a Republicii Cehe la guvernul Italiei. Tratatul a intrat în vigoare în prima zi a primei luni de după această depunere, la 1 decembrie 2009.